# Antonov Peak
Der Antonov Peak (englisch; bulgarisch Антонов връх Antonow wrach) ist ein über 1300 m hoher Berg im Grahamland auf der Antarktischen Halbinsel. Auf der Trinity-Halbinsel ragt er 4,45 km östlich des Mount Schuyler, 4,25 km südöstlich des Sirius Knoll, 4,9 km westlich bis nördlich des Mount Daimler und 8,23 km nördlich des Skakavitsa Peak im nordwestlichen Teil der Trakiya Heights auf. Der Russell-West-Gletscher liegt nördlich und der Victory-Gletscher südlich von ihm.
Deutsche und britische Wissenschaftler nahmen 1996 seine Kartierung vor. Die bulgarische Kommission für Antarktische Geographische Namen benannte ihn 2010 nach dem bulgarischen Automobilkonstrukteur Rumen Antonow (* 1944), der ein innovatives automatisches Schaltgetriebe entwickelt hatte.